# Planalto de Edwards
O Planalto de Edwards (em língua inglesa Edwards Plateau) é uma região do centro-oeste do Texas, Estados Unidos, limitada pela falha de Balcones a sul e a leste, pelo levantamento de Llano e as Grandes Planícies a norte e pelo rio Pecos e o deserto de Chihuahua a oeste. As cidades de San Angelo, Austin, San Antonio e Del Rio limitam aproximadamente a área.  
O planalto consiste primariamente de calcário, com elevações desde os 30 aos 900 metros. Existem numerosas cavernas e fontes (em anos chuvosos). O Plateau é desprovido de solo profundo cultivável para a agricultura, apesar de ser cultivado algodão, grão de sorgo e aveia. Solo e algumas áreas mais agrestes são usados para pastorícia, com vacas, ovelhas e cabras Angora a predominarem. 
Vários rios atravessam a região e a maioria flui para sul, atravessando o Texas Hill Country em direção ao Golfo do México. Todavia, superfícies permanentes de água são esparsos nesta zona, com exceção dos reservatórios construídos pelo homem. A área tem boa drenagem, com as águas pluviais fluindo para o aquífero de Edwards, uma zona de recarga a sul do planalto que alimenta os rios mais meridionais. A pluviosidade varia entre 15 a 33 polegadas (400 a 840 mm) por ano, em média, de noroeste para sudeste.  